# Clethra peruviana
Clethra peruviana là một loài thực vật có hoa trong họ Clethraceae. Loài này được Szyszyl. mô tả khoa học đầu tiên năm 1894.